# Persone di nome Cesare
| Questa pagina contiene informazioni ricavate automaticamente dalle voci biografiche con l'ausilio del template Bio e di un bot. L'aggiornamento è periodico e automatico e ricostruisce completamente la pagina. Se manca una persona in questa lista, sei pregato di non aggiungerla, ma accertati piuttosto che la sua voce biografica contenga il template Bio e che i dati anagrafici siano correttamente compilati. Se il template Bio manca, inseriscilo tu stesso o, in alternativa, metti l'avviso {{tmp\|Bio}} che ne segnala la mancanza. Se i dati riportati sono sbagliati, correggi direttamente la voce biografica; le modifiche saranno visibili in questa lista entro pochi giorni. Per chiarimenti vedi il progetto antroponimi. La lista contiene solo le 666 persone che sono citate nell'enciclopedia e per le quali è stato implementato correttamente il template Bio. Pagina aggiornata al 6 ago 2025. |

Questa è una lista di persone presenti nell'enciclopedia che hanno il nome Cesare, suddivise per attività principale.

## Allenatori di calcio(10)
- Cesare Bovo, allenatore di calcio e ex calciatore italiano (Roma, n. 1983)
- Cesare Butti, allenatore di calcio e ex calciatore italiano (Ghiffa, n. 1951)
- Cesare Butti, allenatore di calcio e calciatore italiano (Como, n. 1905 - Como, † 1994)
- Cesare Cassanelli, allenatore di calcio e calciatore italiano (Gussola, n. 1898 - Omegna, † 1949)
- Cesare Cattaneo, allenatore di calcio e ex calciatore italiano (Verano Brianza, n. 1951)
- Cesare Augusto Fasanelli, allenatore di calcio e calciatore italiano (Roma, n. 1907 - Roma, † 1992)
- Cesare Lovati, allenatore di calcio e calciatore argentino (Buenos Aires, n. 1891 - Varese, † 1961)
- Cesare Maccacaro, allenatore di calcio e ex calciatore italiano (Bussolengo, n. 1937)
- Cesare Pellegatta, allenatore di calcio e calciatore italiano (Sacconago, n. 1910 - Busto Arsizio, † 1996)
- Cesare Vitale, allenatore di calcio e ex calciatore italiano (Bitonto, n. 1956)

## Allenatori di pallacanestro(1)
- Cesare Pancotto, allenatore di pallacanestro italiano (Porto San Giorgio, n. 1955)

## Alpinisti(1)
- Cesare Maestri, alpinista, scrittore e partigiano italiano (Trento, n. 1929 - Tione di Trento, † 2021)

## Ammiragli(1)
- Cesare Cavaniglia, ammiraglio italiano

## Anarchici(1)
- Cesare Agostinelli, anarchico e pubblicista italiano (Ancona, n. 1854 - Ancona, † 1933)

## Antifascisti(1)
- Cesare Massini, antifascista e politico italiano (Foligno, n. 1886 - Roma, † 1967)

## Arbitri di calcio(3)
- Cesare Gussoni, arbitro di calcio italiano (Casalmaggiore, n. 1934 - Casalmaggiore, † 2024)
- Cesare Jonni, arbitro di calcio italiano (Macerata, n. 1917 - Macerata, † 2008)
- Cesare Trinchieri, arbitro di calcio italiano (Piacenza, n. 1934 - Reggio Emilia, † 2022)

## Architetti(11)
- Cesare Bazzani, architetto e ingegnere italiano (Roma, n. 1873 - Roma, † 1939)
- Cesare Maria Casati, architetto, designer e giornalista italiano (Milano, n. 1936 - Milano, † 2025)
- Cesare Cattaneo, architetto italiano (Como, n. 1912 - Como, † 1943)
- Cesare Augusto Corradini, architetto italiano (Roma, n. 1860 - Bari, † 1932)
- Cesare Corvara, architetto italiano (Roma - Roma, † 1703)
- Cesare Costa, architetto italiano (Pievepelago, n. 1801 - Modena, † 1876)
- Cesare Fera, architetto e ingegnere italiano (Savona, n. 1922 - Genova, † 1995)
- Cesare Leonardi, architetto italiano (Modena, n. 1935 - Modena, † 2021)
- Cesare Ligini, architetto italiano (Roma, n. 1913 - Roma, † 1988)
- Cesare Miani, architetto italiano (Udine, n. 1891 - Udine, † 1961)
- Cesare Scoccimarro, architetto italiano (Udine, n. 1897 - Roma, † 1953)

## Archivisti(2)
- Cesare Manaresi, archivista, paleografo e diplomatista italiano (Roma, n. 1880 - Varese, † 1959)
- Cesare Paoli, archivista, paleografo e diplomatista italiano (Firenze, n. 1840 - Firenze, † 1902)

## Arcivescovi cattolici(12)
- Cesare Boccoleri, arcivescovo cattolico italiano (Rapallo, n. 1875 - Modena, † 1956)
- Cesare Busdrago, arcivescovo cattolico italiano (Chieti, † 1585)
- Cesare Costa, arcivescovo cattolico, diplomatico e giurista italiano (Macerata, n. 1530 - Napoli, † 1602)
- Cesare Cybo, arcivescovo cattolico italiano (Genova, n. 1495 - Trento, † 1552)
- Cesare Alberico Lucini, arcivescovo cattolico italiano (Milano, n. 1730 - Milano, † 1768)
- Cesare Marullo, arcivescovo cattolico italiano (Messina, n. 1537 - † 1588)
- Cesare Nosiglia, arcivescovo cattolico italiano (Rossiglione, n. 1944)
- Cesare Orsenigo, arcivescovo cattolico e diplomatico italiano (Villa San Carlo, n. 1873 - Eichstätt, † 1946)
- Cesare Pagani, arcivescovo cattolico italiano (Dergano, n. 1921 - Perugia, † 1988)
- Cesare Riario, arcivescovo cattolico italiano (Roma, n. 1480 - Padova, † 1540)
- Cesare Sambucetti, arcivescovo cattolico italiano (Roma, n. 1838 - Roma, † 1911)
- Cesare Zacchi, arcivescovo cattolico italiano (Ortignano Raggiolo, n. 1914 - Roma, † 1991)

## Artisti(4)
- Cesare Andreoni, artista italiano (Milano, n. 1903 - Milano, † 1961)
- Cesare Tacchi, artista italiano (Roma, n. 1940 - Roma, † 2014)
- Cesare Pietroiusti, artista italiano (Roma, n. 1955)
- Cesare Viel, artista italiano (Chivasso, n. 1964)

## Assassini seriali(1)
- Cesare Serviatti, serial killer italiano (Subiaco, n. 1880 - Sarzana, † 1933)

## Attori(12)
- Cesare Barbetti, attore, doppiatore e direttore del doppiaggio italiano (Palermo, n. 1930 - Lucca, † 2006)
- Cesare Bettarini, attore italiano (Calenzano, n. 1901 - Firenze, † 1980)
- Cesare Bocci, attore e conduttore televisivo italiano (Camerino, n. 1957)
- Cesare Danova, attore italiano (Bergamo, n. 1926 - Los Angeles, † 1992)
- Cesare Dondini jr., attore italiano (Torino, n. 1861 - Roma, † 1922)
- Cesare Fantoni, attore e doppiatore italiano (Bologna, n. 1902 - Roma, † 1963)
- Cesare Ferrario, attore, sceneggiatore e regista italiano (Como, n. 1948)
- Cesare Gallarini, attore e regista italiano (Como, n. 1959)
- Cesare Gelli, attore italiano (Roma, n. 1932 - Roma, † 2016)
- Cesare Gravina, attore italiano (Napoli, n. 1858 - New York, † 1954)
- Cesare Miceli Picardi, attore italiano
- Cesare Polacco, attore e doppiatore italiano (Venezia, n. 1900 - Roma, † 1986)

## Attori teatrali(4)
- Cesare Asti, attore teatrale italiano (Napoli, n. 1815 - Napoli, † 1897)
- Cesare D'Arbes, attore teatrale italiano (Venezia, n. 1710 - † 1778)
- Cesare Rossi, attore teatrale italiano (Fano, n. 1829 - Bari, † 1898)
- Cesare Vitaliani, attore teatrale e commediografo italiano (Treviso - Capodistria, † 1893)

## Aviatori(3)
- Cesare Di Bert, aviatore italiano (Sevegliano, n. 1920 - Trieste, † 2017)
- Cesare Sabelli, aviatore italiano (Montepulciano, n. 1896 - Scarsdale, † 1984)
- Cesare Suglia, aviatore, militare e pioniere dell'aviazione italiano (Bari, n. 1887 - Milano, † 1946)

## Avvocati(12)
- Cesare Beccalossi, avvocato e politico italiano (Leno, n. 1799 - Torino, † 1868)
- Cesare Bertea, avvocato e politico italiano (Pinerolo, n. 1823 - Pinerolo, † 1886)
- Cesare Colliva, avvocato e politico italiano (Castel Bolognese, n. 1888 - Bologna, † 1965)
- Cesare Degli Occhi, avvocato e politico italiano (Senago, n. 1893 - Milano, † 1971)
- Cesare Genovesi, avvocato e politico italiano (Mantova, n. 1879 - Mantova, † 1970)
- Cesare Gioppi, avvocato e politico italiano (Mantova, n. 1849 - Mantova, † 1933)
- Cesare Mazzoni, avvocato e imprenditore italiano (Milano, n. 1862 - Milano, † 1915)
- Cesare Parenzo, avvocato e politico italiano (Rovigo, n. 1842 - Nervi, † 1898)
- Cesare Rimini, avvocato, giornalista e scrittore italiano (Mantova, n. 1932 - Milano, † 2023)
- Cesare Salvi, avvocato, giurista e politico italiano (Lecce, n. 1948)
- Cesare Sanguinetti, avvocato e politico italiano (Bologna, n. 1854 - Bologna, † 1906)
- Cesare Sarfatti, avvocato e politico italiano (Venezia, n. 1866 - Milano, † 1924)

## Banchieri(3)
- Cesare Della Vida, banchiere, politico e armatore italiano (Venezia, n. 1817 - Venezia, † 1879)
- Cesare Geronzi, banchiere e dirigente d'azienda italiano (Marino, n. 1935)
- Cesare Mangili, banchiere italiano (Milano, n. 1850 - Milano, † 1917)

## Baritoni(3)
- Cesare Badiali, baritono italiano (Bologna, n. 1810 - Bologna, † 1865)
- Cesare Bardelli, baritono italiano (Sampierdarena, n. 1910 - Milano, † 2000)
- Cesare Formichi, baritono italiano (Roma, n. 1883 - Roma, † 1949)

## Bassi(1)
- Cesare Siepi, basso italiano (Milano, n. 1923 - Atlanta, † 2010)

## Batteristi(1)
- Cesare Valbusa, batterista italiano (Verona, n. 1963)

## Botanici(1)
- Cesare Bicchi, botanico italiano (Lucca, n. 1818 - Lucca, † 1907)

## Calciatori(44)
- Cesare Alberti, calciatore italiano (San Giorgio di Piano, n. 1904 - Genova, † 1926)
- Cesare Alberti, calciatore italiano (Milano, n. 1900 - Milano, † 1932)
- Cesare Benedetti, calciatore e pittore italiano (Treviso, n. 1920 - Treviso, † 2002)
- Cesare Benedetti, calciatore italiano (Alessandria, n. 1920 - Alessandria, † 1990)
- Cesare Bianchini, ex calciatore italiano (Venezia, n. 1930)
- Cesare Blondet, calciatore italiano (Voghera, n. 1910 - Genova, † 1993)
- Cesare Boldorini, calciatore italiano (n. 1888)
- Cesare Breviglieri, calciatore italiano (Modena, n. 1905 - Modena, † 1968)
- Cesare Brunetti, calciatore italiano (Milano, n. 1920)
- Cesare Caldonazzo, calciatore italiano
- Cesare Cambi, calciatore e allenatore di calcio italiano (San Benedetto Po, n. 1906)
- Cesare Campagnoli, calciatore italiano (Milano, n. 1934 - Mede, † 2011)
- Cesare Casirago, calciatore italiano (Milano, n. 1909 - Varese, † 1971)
- Cesare Casadei, calciatore italiano (Ravenna, n. 2003)
- Cesare Cevenini, calciatore italiano (Milano, n. 1899 - Deiva Marina, † 1996)
- Aldo Checchetti, calciatore italiano (Cologna Veneta, n. 1922)
- Cesare Ciappi, calciatore italiano
- Cesare Clemente, ex calciatore italiano (Turriaco, n. 1934)
- Cesare De Marchi, calciatore italiano (Genova, n. 1890 - San Martino del Carso, † 1915)
- Cesare Del Torto, calciatore italiano (Pergine Valdarno, n. 1911 - Livorno, † 1997)
- Cesare Francalancia, calciatore italiano (Roma, n. 1916)
- Cesare Franchini, calciatore italiano (Villafranca di Verona, n. 1932 - Villafranca di Verona, † 2014)
- Cesare Franchini, calciatore italiano (Modena, n. 1909 - Castelnuovo Rangone, † 1985)
- Cesare Gabasio, calciatore italiano
- Cesare Gallea, calciatore e allenatore di calcio italiano (Torino, n. 1917 - Torino, † 2008)
- Cesare Genovesi, calciatore italiano (Genova, n. 1897)
- Cesare Goffi, calciatore e allenatore di calcio italiano (Torino, n. 1920 - † 1995)
- Cesare Grossi, calciatore italiano (Bari, n. 1917 - Tirana, † 1939)
- Cesare Jones, calciatore italiano (Trieste, n. 1908 - Trieste, † 1995)
- Cesare Maldini, calciatore e allenatore di calcio italiano (Trieste, n. 1932 - Milano, † 2016)
- Cesare Martin, calciatore italiano (Roure, n. 1901 - Pinerolo, † 1971)
- Cesare Meucci, calciatore e allenatore di calcio italiano (Cormons, n. 1921 - Firenze, † 2016)
- Cesare Natali, ex calciatore italiano (Bergamo, n. 1979)
- Cesare Poli, calciatore italiano (Breganze, n. 1945 - Cagliari, † 2024)
- Cesare Presca, calciatore italiano (Trieste, n. 1921 - † 1979)
- Alessandro Rampini, calciatore italiano (Caresana, n. 1896 - Borgo d'Ale, † 1995)
- Cesare Reina, ex calciatore italiano (Saronno, n. 1938)
- Cesare Santagostino, calciatore italiano (San Pietro Mosezzo, n. 1898 - Stresa, † 1955)
- Cesare Sereno, calciatore italiano
- Cesare Sesia, calciatore italiano (Torino, n. 1898 - Chivasso, † 1924)
- Cesare Taroni, calciatore italiano (n. 1890)
- Cesare Valinasso, calciatore italiano (Torino, n. 1909 - Torino, † 1990)
- Cesare Zamboni, calciatore italiano (Villa Carcina, n. 1931 - Brescia, † 2017)
- Cesare Zancanaro, calciatore, hockeista su pista e scultore italiano (Padova, n. 1904 - Rovigo, † 1989)

## Canoisti(1)
- Cesare Milani, canoista italiano (Livorno, n. 1905 - Livorno, † 1956)

## Canottieri(1)
- Cesare Rossi, canottiere italiano (Gossolengo, n. 1904 - Piacenza, † 1952)

## Cantanti(2)
- Ninni Maina, cantante italiano (Foggia, n. 1932 - Foggia, † 2008)
- Cesare Zocchi Collani, cantante e attore italiano (Firenze, n. 1883 - † 1923)

## Cantautori(2)
- Cesare Basile, cantautore italiano (Catania, n. 1964)
- Cesare Cremonini, cantautore italiano (Bologna, n. 1980)

## Cardinali(8)
- Cesare Brancadoro, cardinale e arcivescovo cattolico italiano (Fermo, n. 1755 - Fermo, † 1837)
- Cesare Facchinetti, cardinale e arcivescovo cattolico italiano (Bologna, n. 1608 - Roma, † 1683)
- Cesare Gherardi, cardinale e vescovo cattolico italiano (Fossato di Vico, n. 1577 - Roma, † 1623)
- Cesare Guerrieri Gonzaga, cardinale italiano (Mantova, n. 1749 - Roma, † 1832)
- Cesare Monti, cardinale italiano (Milano, n. 1594 - Milano, † 1650)
- Cesare Nembrini Pironi Gonzaga, cardinale e vescovo cattolico italiano (Ancona, n. 1768 - Numana, † 1837)
- Cesare Maria Antonio Rasponi, cardinale italiano (Ravenna, n. 1615 - Roma, † 1675)
- Cesare Zerba, cardinale italiano (Castelnuovo Scrivia, n. 1892 - Roma, † 1973)

## Cestisti(3)
- Cesare Barbon, cestista italiano (Treviso, n. 1998)
- Cesare Canetta, cestista italiano (Casalmaggiore, n. 1914 - Milano, † 2006)
- Cesare Volpato, ex cestista italiano (Milano, n. 1937)

## Chimici(4)
- Cesare Bertagnini, chimico italiano (Montignoso, n. 1827 - Viareggio, † 1857)
- Cesare Pecile, chimico italiano (Padova, n. 1931 - Padova, † 2011)
- Cesare Pisani, chimico e fisico italiano (Roma, n. 1938 - Val Veny, † 2011)
- Cesare Serono, chimico e politico italiano (Torino, n. 1871 - Roma, † 1952)

## Chirurghi(2)
- Cesare Faldini, chirurgo italiano (Firenze, n. 1971)
- Cesare Magati, chirurgo, scrittore e religioso italiano (Scandiano, n. 1579 - Bologna, † 1647)

## Ciclisti su strada(5)
- Cesare Brambilla, ciclista su strada italiano (Bernareggio, n. 1885 - Milano, † 1954)
- Cesare Cipollini, ciclista su strada italiano (Belfort, n. 1958 - † 2023)
- Cesare Del Cancia, ciclista su strada italiano (Buti, n. 1915 - Pontedera, † 2011)
- Cesare Facciani, ciclista su strada e pistard italiano (Torino, n. 1905 - Torino, † 1938)
- Cesare Zanzottera, ciclista su strada italiano (Busto Garolfo, n. 1886 - Legnano, † 1961)

## Circensi(1)
- Cesare Togni, circense italiano (Montebelluna, n. 1924 - Bussolengo, † 2008)

## Compositori(16)
- Cesare Antoniolli, compositore, arrangiatore e direttore d'orchestra italiano
- Cesare Andrea Bixio, compositore italiano (Napoli, n. 1896 - Roma, † 1978)
- Cesare Bovio, compositore e paroliere italiano (Torino, n. 1928)
- Cesare Cesarini, compositore e direttore d'orchestra italiano (Passignano sul Trasimeno, n. 1905 - Firenze, † 1973)
- Cesare Cutolo, compositore australiano (Melbourne, n. 1826 - † 1867)
- Cesare Dall'Olio, compositore italiano (Bologna, n. 1849 - Bologna, † 1906)
- Cesare De Sanctis, compositore e direttore d'orchestra italiano (Albano Laziale, n. 1824 - Roma, † 1916)
- Cesare Dobici, compositore e musicista italiano (Viterbo, n. 1873 - Roma, † 1944)
- Cesare Dominiceti, compositore italiano (Desenzano del Garda, n. 1821 - Sesto San Giovanni, † 1888)
- Cesare Franco, compositore e organista italiano (Acquaviva delle Fonti, n. 1885 - Bari, † 1944)
- Cesarino Franco, compositore e flautista italiano (Acquaviva delle Fonti, n. 1884 - Bari, † 1959)
- Cesare Galeotti, compositore, direttore d'orchestra e pianista italiano (Pietrasanta, n. 1872 - Parigi, † 1929)
- Cesare Nordio, compositore italiano (Trieste, n. 1891 - Bologna, † 1977)
- Cesare Pascucci, compositore e direttore d'orchestra italiano (Roma, n. 1841 - Roma, † 1919)
- Cesare Picco, compositore e pianista italiano (Vercelli, n. 1969)
- Cesare Pugni, compositore italiano (Genova, n. 1802 - San Pietroburgo, † 1870)

## Condottieri(6)
- Cesare Fieramosca, condottiero italiano (Capua - Maiori, † 1528)
- Cesare Fregoso, condottiero, letterato e diplomatico italiano (Roma - Pavia, † 1541)
- Cesare II Fregoso, condottiero italiano (Castel Goffredo - Padova, † 1624)
- Cesare Hercolani, condottiero italiano (Forlì, n. 1499 - Forlì, † 1534)
- Cesare Lupi, condottiero italiano (Bergamo, n. 1575 - Napoli, † 1615)
- Cesare I Martinengo, condottiero italiano (Brescia, † 1461)

## Critici letterari(3)
- Cesare Acutis, critico letterario e traduttore italiano (Chivasso, n. 1936 - Torino, † 1987)
- Cesare De Michelis, critico letterario e editore italiano (Dolo, n. 1943 - Cortina d'Ampezzo, † 2018)
- Cesare Garboli, critico letterario, critico teatrale e traduttore italiano (Viareggio, n. 1928 - Roma, † 2004)

## Critici musicali(1)
- Cesare G. Romana, critico musicale e giornalista italiano (Sassello, n. 1942 - † 2020)

## Cuochi(1)
- Cesare Cardini, cuoco italiano (Baveno, n. 1896 - Los Angeles, † 1956)

## Danzatori(1)
- Cesare Negri, danzatore e coreografo italiano (Milano)

## Designer(1)
- Joe Colombo, designer e architetto italiano (Milano, n. 1930 - Milano, † 1971)

## Diplomatici(2)
- Cesare Poma, diplomatico, numismatico e storico italiano (Biella, n. 1862 - Biella, † 1932)
- Cesare Ambrogio San Martino d'Agliè, diplomatico italiano (Torino, n. 1770 - Torino, † 1847)

## Direttori d'orchestra(1)
- Cesare Gallino, direttore d'orchestra e pianista italiano (Savigliano, n. 1904 - Torino, † 1999)

## Direttori della fotografia(2)
- Cesare Accetta, direttore della fotografia e fotografo italiano (Napoli, n. 1954)
- Cesare Bastelli, direttore della fotografia e regista italiano (Modena, n. 1949)

## Dirigenti d'azienda(1)
- Cesare Romiti, dirigente d'azienda, imprenditore e editore italiano (Roma, n. 1923 - Milano, † 2020)

## Dirigenti pubblici(1)
- Cesare Patrone, dirigente pubblico e poliziotto italiano (Buenos Aires, n. 1954)

## Dirigenti sportivi(5)
- Cesare Benedetti, dirigente sportivo e ex ciclista su strada italiano (Rovereto, n. 1987)
- Cesare Fiorio, dirigente sportivo italiano (Torino, n. 1939)
- Cesare Lenti, dirigente sportivo e arbitro di calcio italiano
- Cesare Migliorini, dirigente sportivo e allenatore di calcio italiano (Roma, n. 1901 - Roma, † 1964)
- Cesare Nay, dirigente sportivo, allenatore di calcio e calciatore italiano (Torino, n. 1925 - Torino, † 1994)

## Disc jockey(1)
- DJ Trip, disc jockey italiano (Bari, n. 1964 - Bari, † 1991)

## Dogi(4)
- Cesare Cattaneo Della Volta, doge (Genova, n. 1680 - Genova, † 1756)
- Cesare De Franchi Toso, doge italiano (Genova, n. 1666 - Genova, † 1739)
- Cesare Durazzo, doge (Genova, n. 1593 - Genova, † 1680)
- Cesare Gentile, doge (Genova, n. 1614 - Genova, † 1681)

## Doppiatori(1)
- Cesare Rasini, doppiatore italiano (Torino, n. 1957)

## Drammaturghi(1)
- Cesare Vico Lodovici, commediografo, scrittore e traduttore italiano (Carrara, n. 1885 - Roma, † 1968)

## Economisti(1)
- Cesare Dami, economista e politico italiano (Cerreto Guidi, n. 1915 - Roma, † 1973)

## Editori(2)
- Cesare Bonacossa, editore e giornalista italiano (Milano, n. 1914 - Lione, † 1987)
- Cesare Civita, editore italiano (New York, n. 1905 - Buenos Aires, † 2005)

## Entomologi(1)
- Cesare Baroni Urbani, entomologo italiano (n. 1942)

## Esploratori(1)
- Cesare Calciati, esploratore italiano (Piacenza, n. 1885 - Cremona, † 1929)

## Filologi(6)
- Cesare Bozzetti, filologo e critico letterario italiano (Cremona, n. 1925 - Pavia, † 1999)
- Cesare De Lollis, filologo italiano (Casalincontrada, n. 1863 - Casalincontrada, † 1928)
- Cesare Giuseppe De Michelis, filologo, storico e letterato italiano (Roma, n. 1944)
- Cesare Giarratano, filologo classico e latinista italiano (Popoli, n. 1880 - Lucca, † 1953)
- Cesare Federico Goffis, filologo, critico letterario e storico della letteratura italiano (Asti, n. 1910 - Genova, † 2004)
- Cesare Segre, filologo, semiologo e ispanista italiano (Verzuolo, n. 1928 - Milano, † 2014)

## Filosofi(6)
- Cesare Baldinotti, filosofo italiano (Palermo, n. 1747 - Padova, † 1821)
- Cesare Benvenuti, filosofo e teologo italiano (Montodine, n. 1669 - Napoli, † 1746)
- Cesare Cremonini, filosofo italiano (Cento, n. 1550 - Padova, † 1631)
- Cesare Goretti, filosofo e giurista italiano (Torino, n. 1886 - Pozzo d'Adda, † 1952)
- Cesare Luporini, filosofo, storico della filosofia e politico italiano (Ferrara, n. 1909 - Firenze, † 1993)
- Cesare Tragella, filosofo e presbitero italiano (Trezzano sul Naviglio, n. 1852 - Magenta, † 1934)

## Fisarmonicisti(1)
- Cesare Pezzolo, fisarmonicista italiano (Favale di Malvaro, n. 1895 - San Francisco, † 1959)

## Fisici(3)
- Cesare Bressa, fisico e medico italiano (Langosco, n. 1785 - Mortara, † 1836)
- Cesare Lattes, fisico brasiliano (Curitiba, n. 1924 - Campinas, † 2005)
- Cesare Marchetti, fisico italiano (Castelnuovo Garfagnana, n. 1927 - Pontassieve, † 2023)

## Flautisti(1)
- Cesare Ciardi, flautista e compositore italiano (Firenze, n. 1818 - Strel'na, † 1877)

## Fotografi(3)
- Cesare Colombo, fotografo italiano (Lecco, n. 1935 - Milano, † 2016)
- Cesare Gerolimetto, fotografo italiano (Cusinati, n. 1939)
- Cesare Montalbetti, fotografo e regista italiano (Milano, n. 1946 - Borgomanero, † 2015)

## Francescani(2)
- Cesare Fedele Abbati, francescano e vescovo cattolico italiano (Modena, n. 1820 - Bordighera, † 1915)
- Fratello Metallo, francescano e cantautore italiano (Offanengo, n. 1946 - Bergamo, † 2024)

## Fumettisti(2)
- Cesare Melloncelli, fumettista italiano (Milano, n. 1941)
- Cesare Solini, fumettista italiano

## Funzionari(4)
- Cesare Bardesono di Rigras, prefetto e politico italiano (Torino, n. 1833 - Roma, † 1892)
- Cesare Mastrella, funzionario e truffatore italiano (Velletri, n. 1914 - Roma, † 1976)
- Cesare Correnti, funzionario, patriota e politico italiano (Milano, n. 1815 - Lesa, † 1888)
- Cesare Giulini della Porta, funzionario e politico italiano (Milano, n. 1815 - Milano, † 1862)

## Generali(10)
- Cesare Amè, generale e agente segreto italiano (Cumiana, n. 1892 - Roma, † 1983)
- Cesare Benelli, generale italiano (Tempio Pausania, n. 1885 - Chieti, † 1943)
- Cesare Borgia, generale, cardinale e nobile italiano (Subiaco, n. 1475 - Viana, † 1507)
- Cesare Confalonieri, generale italiano
- Cesare De Laugier de Bellecour, generale italiano (Portoferraio, n. 1789 - Fiesole, † 1871)
- Cesare Maria De Vecchi, generale, politico e diplomatico italiano (Casale Monferrato, n. 1884 - Roma, † 1959)
- Cesare Lomaglio, generale italiano (Asti, n. 1887 - Asti, † 1968)
- Cesare Pettorelli Lalatta Finzi, generale e agente segreto italiano (Milano, n. 1884 - Roma, † 1969)
- Cesare Francesco Ricotti-Magnani, generale e politico italiano (Borgolavezzaro, n. 1822 - Novara, † 1917)
- Cesare Rossi, generale italiano (Milano, n. 1892 - Bornasco, † 1945)

## Geologi(1)
- Cesare Emiliani, geologo italiano (Bologna, n. 1922 - Palm Beach Gardens, † 1995)

## Germanisti(1)
- Cesare Cases, germanista, traduttore e critico letterario italiano (Milano, n. 1920 - Firenze, † 2005)

## Giocatori di curling(1)
- Cesare Majoni, giocatore di curling italiano (Cortina d'Ampezzo, n. 1946)

## Giornalisti(17)
- Cesare Algranati, giornalista italiano (Ancona, n. 1865 - Bologna, † 1925)
- Cesare Aroldi, giornalista e politico italiano (Viadana, n. 1848 - Viadana, † 1921)
- Cesare Cadeo, giornalista, conduttore televisivo e politico italiano (Milano, n. 1946 - Milano, † 2019)
- Cesare Castellotti, giornalista italiano (Torino, n. 1939)
- Cesare Cavalleri, giornalista, editore e critico letterario italiano (Treviglio, n. 1936 - Milano, † 2022)
- Cesare Cerati, giornalista italiano (Pavia, n. 1899 - Ventimiglia, † 1969)
- Cesare De Agostini, giornalista e scrittore italiano (Mantova, n. 1941 - † 2022)
- Cesare Lanza, giornalista, scrittore e autore televisivo italiano (Cosenza, n. 1942)
- Cesare Levi, giornalista, critico teatrale e storico italiano (Trieste, n. 1874 - Campo Tures, † 1926)
- Cesare Magarotto, giornalista e filantropo italiano (Padova, n. 1917 - Roma, † 2006)
- Cesare Malpica, giornalista, viaggiatore e poeta italiano (Capua, n. 1804 - Napoli, † 1848)
- Cesare Mariani, giornalista, dirigente sportivo e calciatore italiano (Certaldo, n. 1899 - Roma, † 1977)
- Cesare Mulé, giornalista, storico e politico italiano (Catanzaro, n. 1931 - Catanzaro, † 2021)
- Cesare Rivelli, giornalista, conduttore radiofonico e sceneggiatore italiano (Potenza, n. 1906 - Roma, † 1983)
- Cesare Spellanzon, giornalista e storico italiano (Venezia, n. 1884 - Milano, † 1957)
- Cesare Viazzi, giornalista italiano (Genova, n. 1929 - Genova, † 2012)
- Cesare Zappulli, giornalista e politico italiano (Napoli, n. 1915 - Roma, † 1984)

## Giuristi(10)
- Cesare Albicini, giurista, patriota e politico italiano (Forlì, n. 1825 - Bologna, † 1891)
- Cesare Beccaria, giurista, filosofo e economista italiano (Milano, n. 1738 - Milano, † 1794)
- Cesare Capoquadri, giurista italiano (Empoli, n. 1790 - Firenze, † 1871)
- Cesare Mirabelli, giurista italiano (Gimigliano, n. 1942)
- Cesare Nani, giurista italiano (Salussola, n. 1848 - Torino, † 1899)
- Cesare Pedrazzi, giurista italiano (Milano, n. 1927 - Milano, † 2005)
- Cesare Romano, giurista italiano (Sesto San Giovanni, n. 1969)
- Cesare Ruperto, giurista e magistrato italiano (Filadelfia, n. 1925)
- Cesare Sanfilippo, giurista italiano (Palermo, n. 1911 - Catania, † 2000)
- Cesare Vivante, giurista e avvocato italiano (Venezia, n. 1855 - Siena, † 1944)

## Hockeisti su ghiaccio(2)
- Cesare Carlacci, ex hockeista su ghiaccio italiano (Ceprano, n. 1960)
- Cesare Maniago, ex hockeista su ghiaccio e allenatore di hockey su ghiaccio canadese (Trail, n. 1939)

## Imperatori(13)
- Antonino Pio, imperatore romano (Lanuvio, n. 86 - Lorium, † 161)
- Augusto, imperatore romano (Roma, n. 63 a.C. - Nola, † 14)
- Adriano, imperatore romano (Italica, n. 76 - Baia, † 138)
- Caracalla, imperatore romano (Lugdunum, n. 188 - Carre, † 217)
- Domiziano, imperatore romano (Roma, n. 51 - Roma, † 96)
- Didio Giuliano, imperatore romano (Mediolanum, n. 133 - Roma, † 193)
- Commodo, imperatore romano (Lanuvio, n. 161 - Roma, † 192)
- Lucio Vero, imperatore romano (Roma, n. 130 - Altino, † 169)
- Marco Aurelio, imperatore, filosofo e scrittore romano (Roma, n. 121 - Sirmio, † 180)
- Pertinace, imperatore romano (Alba, n. 126 - Roma, † 193)
- Settimio Severo, imperatore romano (Leptis Magna, n. 146 - Eboracum, † 211)
- Traiano, imperatore romano (Italica, n. 53 - Selinunte in Cilicia, † 117)
- Vespasiano, imperatore romano (Falacrine, n. 9 - Aquae Cutiliae, † 79)

## Imprenditori(6)
- Cesare Bevilacqua, imprenditore italiano (Venezia, n. 1884 - Treviso, † 1966)
- Cesare Bortolotti, imprenditore e dirigente sportivo italiano (Bergamo, n. 1950 - Predore, † 1990)
- Cesare Goldmann, imprenditore e politico italiano (Trieste, n. 1858 - Roma, † 1937)
- Cesare Goria Gatti, imprenditore italiano (Cuneo, n. 1860 - Torino, † 1939)
- Cesare Ragazzi, imprenditore, inventore e personaggio televisivo italiano (Bazzano, n. 1941 - Bazzano, † 2024)
- Cesare Sili, imprenditore e politico italiano (Campagnano di Roma, n. 1862 - Roma, † 1943)

## Incisori(1)
- Cesare Bassano, incisore e pittore italiano (Milano, n. 1584 - † 1648)

## Ingegneri(16)
- Cesare Bertea, ingegnere italiano (Torino, n. 1866 - Torino, † 1941)
- Cesare Beruto, ingegnere, architetto e urbanista italiano (Milano, n. 1835 - Milano, † 1915)
- Cesare Chiodi, ingegnere e urbanista italiano (Milano, n. 1885 - Albavilla, † 1969)
- Cesare Cipolletti, ingegnere italiano (Roma, n. 1843 - Oceano Atlantico, † 1908)
- Cesare Gamba, ingegnere, architetto e urbanista italiano (Genova, n. 1851 - Genova, † 1927)
- Cesare Laurenti, ingegnere italiano (Terracina, n. 1865 - Roma, † 1921)
- Cesare Mossotto, ingegnere e dirigente d'azienda italiano (Torino, n. 1940)
- Cesare Nava, ingegnere, architetto e politico italiano (Milano, n. 1861 - Milano, † 1933)
- Cesare Oddone, ingegnere e politico italiano (Casale Monferrato, n. 1865 - Roma, † 1941)
- Cesare Maria Ottavi, ingegnere italiano (Roma, n. 1938 - Roma, † 2009)
- Cesare Pallavicino, ingegnere italiano (Roma, n. 1893 - Bergamo, † 1976)
- Cesare Pascoletti, ingegnere italiano (Povoletto, n. 1898 - Roma, † 1986)
- Cesare Razzaboni, ingegnere e politico italiano (San Felice sul Panaro, n. 1827 - Bologna, † 1893)
- Cesare Saldini, ingegnere italiano (Milano, n. 1848 - † 1922)
- Cesare Tuccimei, ingegnere italiano (Roma, n. 1849 - Roma, † 1918)
- Cesare Valle, ingegnere e urbanista italiano (Roma, n. 1902 - Roma, † 2000)

## Insegnanti(1)
- Cesare Cancellieri, docente italiano (Mantova, n. 1937 - Mantova, † 2002)

## Karateka(1)
- Cesare Baldini, karateka e arbitro di karate italiano (Faenza, n. 1935 - Teano, † 2003)

## Latinisti(1)
- Cesare Questa, latinista e filologo classico italiano (Milano, n. 1934 - Urbino, † 2016)

## Letterati(1)
- Cesare Della Chiesa di Benevello, letterato, saggista e pittore italiano (Saluzzo, n. 1788 - Torino, † 1853)

## Librettisti(1)
- Cesare Sterbini, librettista italiano (Roma, n. 1783 - Roma, † 1831)

## Liutai(3)
- Cesare Candi, liutaio italiano (Bologna, n. 1869 - Genova, † 1947)
- Cesare Pollastri, liutaio italiano (Bologna, n. 1925 - Bologna, † 1998)
- Cesare Augusto Tallone, liutaio italiano (Bergamo, n. 1895 - Milano, † 1982)

## Mafiosi(2)
- Cesare Manzella, mafioso italiano (Cinisi, n. 1897 - Cinisi, † 1963)
- Cesare Pagano, mafioso italiano (Napoli, n. 1969)

## Magistrati(2)
- Cesare Alaggia, magistrato e politico italiano (Napoli, n. 1841 - Torino, † 1908)
- Cesare Cristiani di Ravarano, magistrato e politico italiano (Solero, n. 1797 - Torino, † 1857)

## Matematici(3)
- Cesare Arzelà, matematico italiano (Santo Stefano di Magra, n. 1847 - Santo Stefano di Magra, † 1912)
- Cesare Burali-Forti, matematico e logico italiano (Arezzo, n. 1861 - Torino, † 1931)
- Cesare Finzi, matematico italiano (Firenze, n. 1836 - Firenze, † 1908)

## Medici(9)
- Cesare Biondi, medico italiano (Barga, n. 1867 - Firenze, † 1936)
- Cesare Capezzuoli, medico italiano (Firenze, n. 1879 - Imola, † 1926)
- Cesare Castiglioni, medico italiano (Arluno, n. 1806 - Milano, † 1871)
- Cesare Frugoni, medico italiano (Brescia, n. 1881 - Roma, † 1978)
- Cesare Macchiati, medico italiano (Carassai, n. 1629 - Roma, † 1675)
- Cesare Micheli, medico e politico italiano (Spoleto, n. 1866 - Roma, † 1943)
- Cesare Musatti, medico e letterato italiano (Venezia, n. 1846 - Venezia, † 1930)
- Cesare Nielsen, medico e entomologo italiano (Bologna, n. 1898 - ivi, † 1984)
- Cesare Studiati, medico e politico italiano (Pisa, n. 1821 - Molina di Quosa, † 1894)

## Mercanti(1)
- Cesare Federici, mercante italiano (Erbanno)

## Militari(30)
- Cesare Airaghi, militare italiano (Milano, n. 1840 - Adua, † 1896)
- Cesare Arnaud di San Salvatore, militare e politico italiano (Torino, n. 1797 - † 1873)
- Cesare Bella, militare italiano (Rocca d'Arazzo, n. 1916 - Montenegro, † 1943)
- Cesare Billia, militare italiano (Verzuolo, n. 1863 - Tarhuna, † 1915)
- Cesare Campana, militare italiano (Mondovì, n. 1897 - Mali Scindeli, † 1941)
- Cesare Ceva di Lesegno, militare italiano
- Cesare Colizza, militare italiano (Marino, n. 1884 - Babina Gora, † 1914)
- Cesare Colombo, militare italiano (Milano, n. 1889 - Monfalcone, † 1916)
- Cesare Cozzarini, militare italiano (Venezia, n. 1918 - Mignano, † 1943)
- Cesare Darby, militare e aviatore italiano (Cefalù, n. 1892)
- Cesare De Fabritiis, militare italiano (Roma, n. 1918 - Campagna italiana di Russia, † 1942)
- Cesare Gazzani, militare italiano (Campobasso, n. 1884 - Monticelli di Lebda, † 1912)
- Cesare Giacobbe, militare italiano (Bergamo, n. 1916 - Tobruk, † 1941)
- Cesare Gonzaga, militare e letterato italiano (Mantova, n. 1476 - Bologna, † 1512)
- Cesare Magistrini, ufficiale e aviatore italiano (Maggiora, n. 1895 - Maggiora, † 1958)
- Cesare Mori, militare, funzionario e poliziotto italiano (Pavia, n. 1871 - Udine, † 1942)
- Cesare Nerazzini, militare e diplomatico italiano (Montepulciano, n. 1849 - Montepulciano, † 1912)
- Cesare Piovene, militare italiano (Vicenza, n. 1533 - Nicosia, † 1570)
- Cesare Pirzio Biroli, militare italiano (Siderno Marina, n. 1863 - Gasr Bu Hàdi, † 1915)
- Cesare Piva, militare e partigiano italiano (Carpenedo, n. 1907 - Pljevlja, † 1943)
- Cesare Reverdito, ufficiale italiano (Milano, n. 1915 - Oblast' di Voronež, † 1942)
- Cesare Rosaroll, militare e patriota italiano (Roma, n. 1809 - Venezia, † 1849)
- Cesare Rosasco, militare italiano (Genova, n. 1892 - Roma, † 1977)
- Cesare Saluzzo di Monesiglio, militare e nobiluomo italiano (Torino, n. 1778 - Monesiglio, † 1853)
- Cesare Salvestroni, ufficiale italiano (Pisa, n. 1897 - Ebensee, † 1945)
- Cesare Scarinci, ufficiale e patriota italiano (Scheggia, n. 1828 - Roma, † 1849)
- Cesare Tarditi, militare e politico italiano (Torino, n. 1842 - Roma, † 1913)
- Cesare Toschi, militare e aviatore italiano (Portomaggiore, n. 1906 - Cielo del Mediterraneo, † 1941)
- Cesare Zanolini, militare e politico italiano (Bologna, n. 1823 - Roma, † 1902)
- Cesare Michelangelo d'Avalos, militare e politico italiano (Vasto, n. 1667 - Vasto, † 1729)

## Musicisti(1)
- Cesare Malfatti, musicista e cantautore italiano (Milano, n. 1964)

## Musicologi(1)
- Cesare Caravaglios, musicologo, direttore di banda e compositore italiano (Alcamo, n. 1893 - Roma, † 1937)

## Nobili(14)
- Cesare Balbo, nobile, patriota e politico italiano (Torino, n. 1789 - Torino, † 1853)
- Cesare di Borbone-Vendôme, nobile francese (Coucy-le-Château-Auffrique, n. 1594 - Parigi, † 1665)
- Cesare Brivio Sforza, VIII marchese di Santa Maria in Prato, nobile e politico italiano (Milano, n. 1750 - Milano, † 1827)
- Cesare Pompeo Castelbarco, nobile, politico e compositore italiano (Milano, n. 1782 - Milano, † 1860)
- Cesare I Gonzaga, nobile italiano (n. 1536 - Guastalla, † 1575)
- Cesare II Gonzaga, nobile italiano (Mantova, n. 1592 - Vienna, † 1632)
- Cesare d'Este, nobile italiano (Ferrara, n. 1562 - Modena, † 1628)
- Cesare Guasco, nobile e condottiero italiano (Ancona, † 1568)
- Cesare Lanza, conte di Mussomeli, nobile e politico italiano (Palermo, † 1593)
- Cesare Moncada, nobile e politico italiano (Paternò, † 1571)
- Cesare Romagnano di Virle, nobile italiano (Torino, n. 1783 - Torino, † 1849)
- Cesare Taparelli d'Azeglio, nobile italiano (Torino, n. 1763 - Genova, † 1830)
- Cesare d'Avalos, nobile, militare e politico italiano (n. 1536 - † 1614)
- Cesare Ignazio d'Este, nobile italiano (n. 1653 - † 1713)

## Numismatici(1)
- Cesare Antonio Vergara, numismatico italiano (Vaglio Basilicata, n. 1669 - Napoli, † 1716)

## Nuotatori(2)
- Cesare Pizzirani, nuotatore italiano (Bologna, n. 1981)
- Cesare Sciocchetti, ex nuotatore italiano (Spilimbergo, n. 1989)

## Oncologi(1)
- Cesare Maltoni, oncologo italiano (Faenza, n. 1930 - San Lazzaro di Savena, † 2001)

## Pallanuotisti(1)
- Cesare Rubini, pallanuotista, cestista e allenatore di pallacanestro italiano (Trieste, n. 1923 - Milano, † 2011)

## Pallavolisti(2)
- Cesare Gradi, pallavolista italiano (Roma, n. 1988)
- Cesare Pellegrino, ex pallavolista e allenatore di pallavolo italiano (Reggio Calabria, n. 1961)

## Partigiani(3)
- Cesare Luccarini, partigiano italiano (Castiglione dei Pepoli, n. 1922 - Suresnes, † 1944)
- Cesare Pozzi, partigiano italiano (Vicobarone, n. 1914 - Pavia, † 2007)
- Cesare Riboldi, partigiano italiano (Cassina de' Pecchi, n. 1924 - Cernusco sul Naviglio, † 1945)

## Patologi(1)
- Cesare Montecucco, patologo italiano (Trento, n. 1947)

## Patrioti(11)
- Cesare Agostini, patriota e politico italiano (Foligno, n. 1803 - Londra, † 1854)
- Cesare Albertini, patriota italiano (Mantova, n. 1770 - Brno, † 1833)
- Cesare Battisti, patriota e giornalista italiano (Trento, n. 1875 - Trento, † 1916)
- Cesare Bernieri, patriota, pittore e fotografo italiano (Torino - Torino)
- Cesare Boldrini, patriota e medico italiano (Castel d'Ario, n. 1816 - Napoli, † 1860)
- Cesare Braico, patriota, medico e politico italiano (Brindisi, n. 1816 - Roma, † 1887)
- Cesare de Horatiis, patriota italiano (Furci, n. 1812 - Ortona, † 1863)
- Cesare Lucatelli, patriota italiano (Roma, n. 1823 - Roma, † 1861)
- Cesare Michieli, patriota italiano (Campolongo al Torre, n. 1838 - Cervignano del Friuli, † 1889)
- Cesare Paravicini, patriota e politico italiano (Milano, n. 1810 - Varese, † 1867)
- Cesare Paribelli, patriota italiano (Albosaggia, n. 1763 - Milano, † 1847)

## Pedagogisti(2)
- Cesare Nisi, pedagogista italiano (Ripatransone, n. 1930)
- Cesare Scurati, pedagogista italiano (Milano, n. 1937 - Milano, † 2011)

## Percussionisti(1)
- Cesare Pastanella, percussionista e compositore italiano (Corato, n. 1970)

## Pianisti(2)
- Cesare Poggi, pianista e compositore italiano (La Spezia, n. 1939)
- Cesare Pollini, pianista e compositore italiano (Padova, n. 1858 - Padova, † 1912)

## Piloti automobilistici(1)
- Cesare Perdisa, pilota automobilistico italiano (Bologna, n. 1932 - Bologna, † 1998)

## Piloti di rally(1)
- Cesare Rickler, pilota di rally e ex calciatore italiano (Viareggio, n. 1987)

## Piloti motociclistici(1)
- Cesare Bernardi, pilota motociclistico italiano (Camerino, n. 1959)

## Pionieri dell'aviazione(1)
- Cesare Cervetti, pioniere dell'aviazione italiano (Savona, n. 1883 - Orbassano, † 1948)

## Pistard(1)
- Cesare Pinarello, pistard, ciclista su strada e dirigente sportivo italiano (Treviso, n. 1932 - Treviso, † 2012)

## Poeti(18)
- Cesare Abbelli, poeta italiano (Bologna, n. 1604 - Bologna, † 1683)
- Cesare Arici, poeta italiano (Brescia, n. 1782 - Brescia, † 1836)
- Cesare Betteloni, poeta italiano (Verona, n. 1808 - Bardolino, † 1858)
- Cesare Campori, poeta e storico italiano (Modena, n. 1814 - Milano, † 1880)
- Cesare Caporali, poeta italiano (Panicale, n. 1531 - Castiglione del Lago, † 1601)
- Cesare De Titta, poeta italiano (Sant'Eusanio del Sangro, n. 1862 - Sant'Eusanio del Sangro, † 1933)
- Cesare Fagiani, poeta italiano (Lanciano, n. 1901 - Roma, † 1965)
- Cesare Antonio Fanelli, poeta italiano (Forino, n. 1659 - Napoli)
- Cesare Greppi, poeta, scrittore e traduttore italiano (Pezzana, n. 1936)
- Cesare Meano, poeta, scrittore e regista italiano (Torino, n. 1899 - Palermo, † 1957)
- Cesare Morando, poeta italiano (Genova)
- Cesare Orsini, poeta italiano (Ponzano Superiore, n. 1571)
- Cesare Pascarella, poeta e pittore italiano (Roma, n. 1858 - Roma, † 1940)
- Cesare Rinaldi, poeta italiano (Bologna, n. 1559 - Bologna, † 1636)
- Cesare Ruffato, poeta italiano (San Michele delle Badesse, n. 1924 - Padova, † 2018)
- Cesare Sermenghi, poeta, commediografo e saggista italiano (Terralba, n. 1918 - Verdello, † 1997)
- Cesare Vivaldi, poeta, critico d'arte e traduttore italiano (Imperia, n. 1925 - Roma, † 1999)
- Cesare Viviani, poeta e scrittore italiano (Siena, n. 1947)

## Poliziotti(2)
- Cesare Coralli, carabiniere italiano (Casteggio, n. 1843 - Milano, † 1912)
- Cesare Tassetto, carabiniere italiano (Dolo, n. 1920 - Padova, † 2016)

## Presbiteri(10)
- Cesare Angelini, presbitero, scrittore e critico letterario italiano (Albuzzano, n. 1886 - Pavia, † 1976)
- Cesare Carlo Baronio, presbitero italiano (Cesena, n. 1887 - Cesena, † 1974)
- Paolino Beltrame Quattrocchi, presbitero e partigiano italiano (Roma, n. 1909 - Frattocchie, † 2008)
- Cesare Boschin, presbitero italiano (Silvelle, n. 1914 - Latina, † 1995)
- Cesare Bozetti, presbitero e patriota italiano (Revere, n. 1804 - Castellucchio, † 1871)
- Cesare Lodeserto, presbitero italiano (Lecce, n. 1960)
- Cesare Majoli, presbitero e naturalista italiano (Forlì, n. 1746 - Forlì, † 1823)
- Cesare Pasini, presbitero e bibliotecario italiano (Milano, n. 1950)
- Cesare Quintana, presbitero italiano (Castrovillari)
- Cesare Trombetta, presbitero italiano (n. 1571 - † 1623)

## Psichiatri(1)
- Cesare De Silvestri, psichiatra e psicoterapeuta italiano (Viterbo, n. 1926 - Roma, † 2009)

## Psicologi(3)
- Cesare Colucci, psicologo italiano (Napoli, n. 1865 - Napoli, † 1942)
- Cesare Cornoldi, psicologo italiano (Cantello, n. 1947)
- Cesare Musatti, psicologo, psicoanalista e filosofo italiano (Dolo, n. 1897 - Milano, † 1989)

## Pubblicitari(1)
- Cesare Casiraghi, pubblicitario e imprenditore italiano (Biassono, n. 1957)

## Registi(8)
- Cesare Barlacchi, regista italiano
- Cesare Bisantis, regista e sceneggiatore italiano (Padova, n. 1997)
- Cesare Canevari, regista cinematografico e sceneggiatore italiano (Milano, n. 1927 - Crema, † 2012)
- Cesare Furesi, regista, sceneggiatore e scrittore italiano (Alghero, n. 1957)
- Cesare Emilio Gaslini, regista italiano
- Cesare Gigli, regista televisivo e paroliere italiano (Siena, n. 1941 - Roma, † 2018)
- Rino Lupo, regista e attore italiano (Roma, n. 1888 - Roma)
- Cesare Ronconi, regista italiano (Cesena, n. 1951)

## Registi teatrali(1)
- Cesare Lievi, regista teatrale, poeta e drammaturgo italiano (Gargnano, n. 1952)

## Religiosi(3)
- Cesare Curioni, religioso italiano (Asso, n. 1923 - Asso, † 1996)
- Eliseo Masini, religioso italiano (Bologna - Genova, † 1627)
- Cesare Sforza, religioso italiano (Milano, n. 1491 - Milano, † 1514)

## Rugbisti a 15(2)
- Cesare Ghezzi, rugbista a 15, allenatore di rugby a 15 e dirigente sportivo italiano (Milano, n. 1909 - † 1996)
- Cesare Sarti, rugbista a 15 italiano

## Sceneggiatori(1)
- Cesare Zavattini, sceneggiatore, giornalista e commediografo italiano (Luzzara, n. 1902 - Roma, † 1989)

## Schermidori(1)
- Cesare Salvadori, schermidore italiano (Torino, n. 1941 - Torino, † 2021)

## Scrittori(14)
- Cesare Bendinelli, scrittore e trombettista italiano (Verona, n. 1542 - Monaco, † 1617)
- Cesare Campana, scrittore e storico italiano (L'Aquila - Vicenza, † 1606)
- Cesare Dalbono, scrittore e traduttore italiano (Roma, n. 1812 - Napoli, † 1889)
- Cesare De Marchi, scrittore e traduttore italiano (Genova, n. 1949)
- Cesare Donati, scrittore e giornalista italiano (Lugo, n. 1826 - Roma, † 1913)
- Cesare Guasti, scrittore e filologo italiano (Prato, n. 1822 - Firenze, † 1889)
- Cesare Lucchesini, scrittore italiano (Lucca, n. 1756 - Lucca, † 1832)
- Cesare Marchi, scrittore, giornalista e personaggio televisivo italiano (Villafranca di Verona, n. 1922 - Villafranca di Verona, † 1992)
- Cesare Medail, scrittore e giornalista italiano (Venezia, n. 1943 - Milano, † 2005)
- Cesare Milanese, scrittore italiano (San Stino di Livenza, n. 1930)
- Cesare Orlandi, scrittore e storico italiano (Città della Pieve, n. 1734 - Perugia, † 1779)
- Cesare Pavese, scrittore, poeta e traduttore italiano (Santo Stefano Belbo, n. 1908 - Torino, † 1950)
- Cesare Tronconi, scrittore e giornalista italiano (n. 1842 - † 1890)
- Cesare Giulio Viola, scrittore, commediografo e sceneggiatore italiano (Taranto, n. 1886 - Positano, † 1958)

## Scrittori di fantascienza(1)
- Cesare Falessi, autore di fantascienza italiano (Nettuno, n. 1930 - Roma, † 2007)

## Scultori(11)
- Cesare Baccelli, scultore italiano (Lucca, n. 1928 - Roma, † 1987)
- Cesare Biscarra, scultore e pittore italiano (Torino, n. 1866 - Torino, † 1943)
- Cesare Fantacchiotti, scultore italiano (Firenze, n. 1844 - Firenze, † 1922)
- Cesare Franco, scultore italiano (Padova)
- Cesare Gibelli, scultore italiano (Bologna, n. 1806 - † 1885)
- Cesare Groppo, scultore italiano
- Cesare Reduzzi, scultore italiano (Torino, n. 1857 - Torino, † 1911)
- Cesare Sighinolfi, scultore italiano (Modena, n. 1833 - Suesca, † 1902)
- Cesare Tarrini, scultore italiano (Chianni, n. 1885 - Livorno, † 1953)
- Cesare Zocchi, scultore e medaglista italiano (Firenze, n. 1851 - Torino, † 1922)
- Cesare Zonca, scultore italiano (Treviolo, n. 1857 - Bergamo, † 1935)

## Sindacalisti(2)
- Cesare Pozzo, sindacalista italiano (Serravalle Scrivia, n. 1853 - Udine, † 1898)
- Cesare Rossi, sindacalista, giornalista e politico italiano (Pescia, n. 1887 - Roma, † 1967)

## Snowboarder(1)
- Cesare Pisoni, snowboarder italiano (Milano, n. 1968)

## Sollevatori(1)
- Cesare Bonetti, sollevatore italiano (Fiorenzuola d'Arda, n. 1888 - Milano, † 1956)

## Stilisti(1)
- Cesare Paciotti, stilista e imprenditore italiano (Civitanova Marche, n. 1958)

## Storici(9)
- Cesare Baronio, storico, religioso e cardinale italiano (Sora, n. 1538 - Roma, † 1607)
- Cesare Bermani, storico italiano (Novara, n. 1937)
- Cesare Cantù, storico, letterato e politico italiano (Brivio, n. 1804 - Milano, † 1895)
- Cesare Cenci, storico, teologo e presbitero italiano (Monteforte d'Alpone, n. 1925 - Roma, † 2010)
- Cesare Clementini, storico e scrittore italiano (Rimini, n. 1561 - † 1624)
- Cesare Colafemmina, storico, scrittore e biblista italiano (Teglio Veneto, n. 1933 - Grumo Appula, † 2012)
- Cesare Crispolti, storico, scrittore e poeta italiano (Perugia, n. 1563 - Perugia, † 1608)
- Cesare Fogli, storico e genealogista italiano (Comacchio, n. 1852 - Bologna, † 1925)
- Cesare Teofilato, storico, bibliotecario e politico italiano (Francavilla Fontana, n. 1881 - Francavilla Fontana, † 1961)

## Storici dell'architettura(1)
- Cesare de Seta, storico dell'architettura e saggista italiano (Napoli, n. 1941)

## Storici dell'arte(4)
- Cesare Alpini, storico dell'arte italiano (Crema, n. 1956)
- Cesare Brandi, storico dell'arte e critico d'arte italiano (Siena, n. 1906 - Vignano, † 1988)
- Cesare Gnudi, storico dell'arte e funzionario italiano (Ozzano dell'Emilia, n. 1910 - Bologna, † 1981)
- Cesare Ripa, storico dell'arte e scrittore italiano (Perugia, n. 1555 - Roma, † 1622)

## Storici della filosofia(1)
- Cesare Vasoli, storico della filosofia italiano (Firenze, n. 1924 - Firenze, † 2013)

## Tennisti(1)
- Cesare Colombo, tennista italiano (La Spezia, n. 1889 - † 1945)

## Tenori(1)
- Cesare Valletti, tenore italiano (Roma, n. 1922 - Genova, † 2000)

## Terroristi(1)
- Cesare Battisti, ex terrorista e scrittore italiano (Cisterna di Latina, n. 1954)

## Tipografi(1)
- Cesare Ratta, tipografo italiano (Bologna, n. 1857 - Bologna, † 1938)

## Traduttori(1)
- Cesare Giardini, traduttore, scrittore e storico italiano (Bologna, n. 1893 - Milano, † 1970)

## Velocisti(1)
- Cesare Bussi, ex velocista e bobbista italiano (Torino, n. 1961)

## Vescovi cattolici(10)
- Cesare Bartolelli, vescovo cattolico italiano (Umbertide - Forlì, † 1635)
- Cesare Benso, vescovo cattolico italiano († 1595)
- Cesare Borgognoni, vescovo cattolico italiano (Mirandola - † 1558)
- Cesare Speciano, vescovo cattolico italiano (Cremona, n. 1539 - Cremona, † 1607)
- Cesare Lippi, vescovo cattolico italiano (Mordano, n. 1556 - Cava, † 1622)
- Cesare Mazzolari, vescovo cattolico e missionario italiano (Brescia, n. 1937 - Rumbek, † 2011)
- Cesare Agostino Sajeva, vescovo cattolico italiano (Agrigento, n. 1794 - Piazza Armerina, † 1867)
- Cesare Trivulzio, vescovo cattolico italiano (Milano - Bagni di Lucca, † 1548)
- Cesare Ugolini, vescovo cattolico italiano (Ferrara, n. 1628 - Siena, † 1699)
- Cesare Crescenzio de Angelis, vescovo cattolico italiano (Torrice, n. 1705 - Segni, † 1765)

## Vetrai(1)
- Cesare Picchiarini, vetraio italiano (Roma, n. 1871 - † 1943)

## Violinisti(2)
- Cesare Bertoni, violinista italiano (Cesena, n. 1886 - Lugano, † 1973)
- Cesare Ferraresi, violinista italiano (Ferrara, n. 1918 - Milano, † 1981)

## Senza attività specificata(4)
- Cesare Aimonetti, topografo e geodeta italiano (Caluso, n. 1868 - † 1950)
- Cesare Casella, italiano (Pavia, n. 1969)
- Cesare Previti, ex politico italiano (Reggio Calabria, n. 1934)
- Cesare Toraldo, ex pentatleta italiano (Roma, n. 1963)